# Anicetus Bongsu Antonius Sinaga
Anicetus Bongsu Antonius Sinaga O.F.M. Cap. (sinh 1941) là một Giám mục người Indonesia của Giáo hội Công giáo Rôma. Ông nguyên là Tổng giám mục chính tòa Tổng giáo phận Medan từ năm 2009 đến năm 2018. Trước khi tiến đến vị trí Tổng giám mục Medan, ông cũng từng là Phủ doãn Tông Tòa rồi Giám mục chính tòa Giáo phận Sibolga và một thời gian 5 năm ở vị trí Tổng giám mục Phó Medan.

## Tiểu sử
Tổng giám mục Anicetus Bongsu Antonius Sinaga sinh ngày 25 tháng 9 năm 1941 tại Nagadolok, thuộc Indonesia. Sau quá trình tu học dài hạn tại các cơ sở chủng viện theo quy định của Giáo luật, ngày 13 tháng 12 năm 1969, Phó tế Sinaga tiến đến việc được truyền chức linh mục. Tân linh mục cũng là linh mục của Dòng Các Thầy Tiểu Đệ Capuchin [viết tắt O.F.M. Cap.]. Năm 1978, linh mục Sinaga được chọn làm Phủ doãn Tông Tòa Hạt Phủ doãn Tông Tòa Sibolga.
Sau hơn 10 năm thực hiện các hoạt động mục vụ trên cương vị là một linh mục, ngày 24 tháng 10 năm 1980, tin tức từ Tòa Thánh cho biết Giáo hoàng đã tuyển ch5on và quyết định bổ sung linh mục Anicetus Bongsu Antonius Sinaga, 39 tuổi, vào hàng ngũ các Giám mục, cụ thể với chức vị Giám mục chính tòa Giáo phận Sibolga, giáo phận vừa thăng lên từ Hạt Phũ doãn Tông Tòa. Lễ tấn phong cho vị tân giám mục được cử hành sau đó vào ngày 6 tháng 1 năm 1981, một cách trọng thể, với phần nghi thức chính yếu của việc truyền chức được cử hành bởi 3 giáo sĩ cấp cao. Chủ phong cho vị tân chức là Đương kim Giáo hoàng, Gioan Phaolô II, Thượng phụ Tây Phương. Hai vị còn lại, với vai trò phụ phong, gồm có Tổng giám mục Giovanni Canestri, Giám quản Giáo phận Rôma và Giám mục chính tòa Giáo phận Luz, tại Minas Gerais là Belchior Joaquim da Silva Neto, C.M.. Tân giám mục chọn cho mình châm ngôn:Ad pascuam et aquas conducit me.
Sau hơn 22 năm với cương vị là Giám mục chính tòa Tiên khởi của Sibola, Giám mục Anicetus Bongsu Antonius Sinaga đột ngột chấm dứt nhiệm vụ này vào ngày 3 tháng 1 năm 2004, bằng quyết định của Tòa Thánh cho phổ biến, qua đó, giáo hoàng đã chọn Giám mục này làm Tổng giám mục Phó Tổng giáo phận Medan. Sau năm năm làm Tổng giám mục Phó, ông kế nhiệm vào ngày 12 tháng 2 năm 2009, với chức danh chính thức là Tổng giám mục chính tòa Medan.
Ngày 8 tháng 12 năm 2018, Tòa Thánh loan tin Giáo hoàng đã chấp thuận đơn xin từ nhiệm của ông vì lý do tuổi tác.